# Cowon
Cowon Systems, Inc. （略称 COWON、コウォン） は、韓国のデジタルオーディオプレーヤー、コンピュータソフトウェア製造メーカー。

## 概要
COWON、iAUDIO のブランドネームで知られる。また、jetAudioといったマルチメディア関連ソフトウェアの制作も行っている。
日本法人は 株式会社コウォンジャパン

### 沿革
- 1995年　ソフトウェア制作を主目的として設立された。2000年にデジタルオーディオプレーヤー市場に参入した。
- 2000年　アメリカ合衆国で jetAudio Inc. を設立し、マルチメディアソフトである "jetAudio" の開発を開始した。後に会社名を Cowon America に変更した。
- 2000年11月9日　株式会社ノバックよりiAUDIO NV-CW100(CW100)が発売。これを皮切りに日本市場に参入。
- 2004年　株式会社バーテックス リンクを国内総代理店に日本での販売を開始
- 2005年9月2日　COWONsystemsの日本法人となる株式会社コウォンジャパン設立
- 2005年10月24日　サポート・販売業務がコウォンジャパンに移管

## 主な製品と特徴
デジタルオーディオプレイヤーやポータブルAVプレイヤーにおいては、BBE Sound inc. の技術を早くから導入する。また機種全般にわたってイコライザー機能など多機能かつ設定項目が多く、自分好みの音質が作り出せる点で他社との差別化を図っている。

### ソフトウェア
- jetAudio

マルチメディアソフト。音楽や動画ファイルの管理・視聴、メディアへの転送のほか、CDの音声をリッピングしてMP3形式に変換（エンコード）したり、CDを作成する機能を有する。また、YouTubeなどにアップロードされている動画ファイルをMPEG-4 (Xvid) などの形式に再エンコードすることもできる。その機能の多さと、フリーウェアであることから非COWONユーザーにも重宝されている。
なお、Cowon社製のデジタルオーディオプレーヤーはドラッグ・アンド・ドロップによってファイルを転送できるため、コンピュータ側に管理や転送用のユーティリティーなどは必要ない。従って同社のデジタルオーディオプレーヤーを使用するのにjetAudioの使用は必須ではない。
また、2012年5月にはAndroid端末向けに同名のメディア再生ソフトが公開された。バナー広告表示やいくつかの制限付きの無料版、それらの制限の無い有料版の2バージョンがある。

### デジタルオーディオプレーヤー

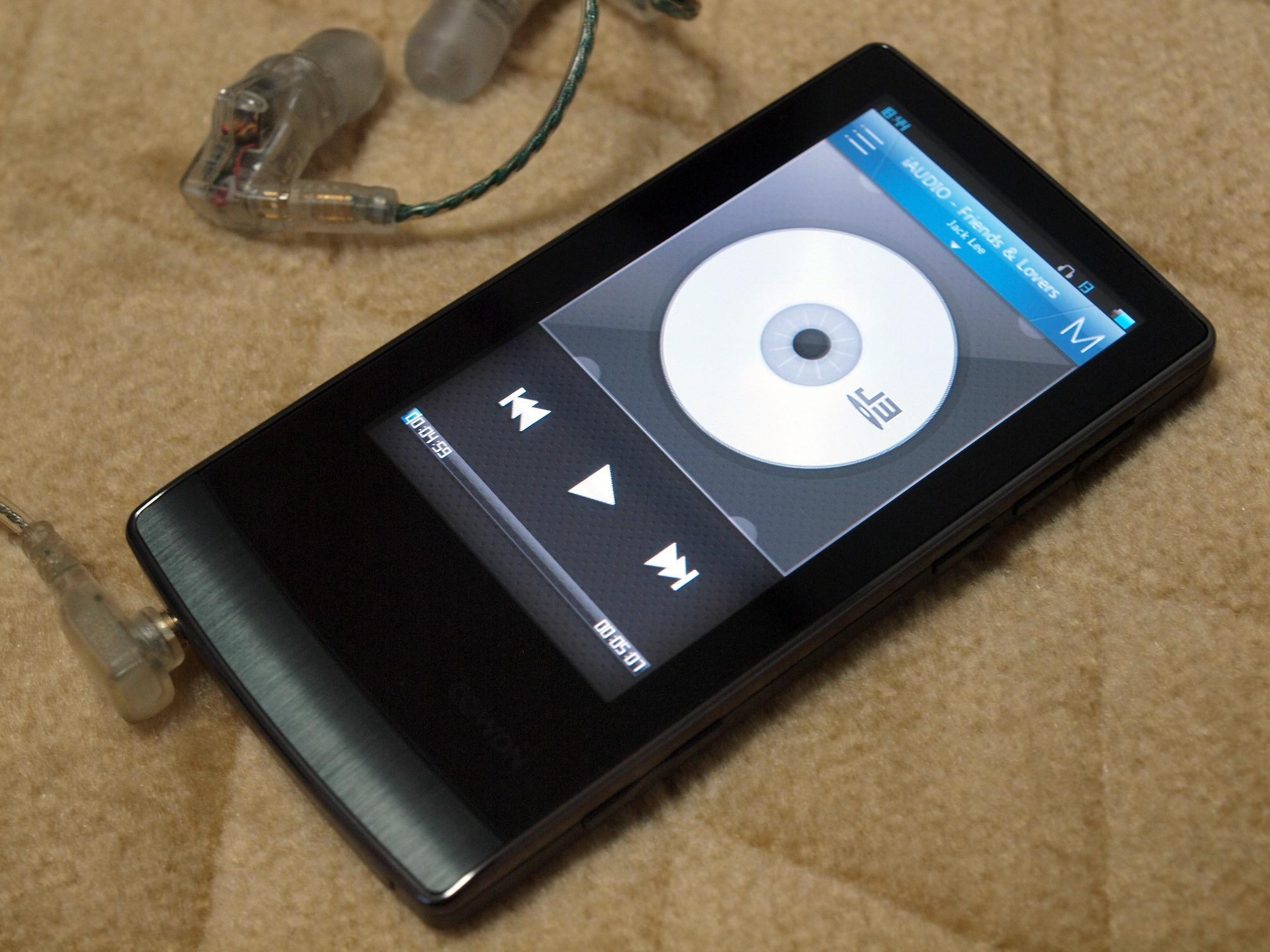
COWON J3

Cowon社の主力商品である。iAUDIO とCOWONのブランドネームで販売されている。
- M、Xシリーズ(ハイエンド)
  - iAUDIO M3

1.8インチHDDを搭載した機種。2004年4月23日発売。日本市場においてiAUDIOの名を知らしめた製品である。操作のほとんどをヘッドフォン延長コードを兼ねた有線リモコンによって行う珍しい設計で、画面も本体ではなくリモコン側にバックライト付きモノクロ液晶パネルをもつ。サブパック・クレードル接続用の拡張端子を搭載しており、USBデータ転送、充電、ライン入出力に対応している。コネクタにはGomadic社の22ピンコネクタが用いられている。日本版はクレードルが付属している。
  -  iAUDIO X5

2005年5月発売。iAUDIO M3をベースに動画再生に対応させるため、液晶パネルをカラー化して本体側へ移動した機種。USBホスト機能も追加した。クレードルとリモコンを付属したモデルも発売された。
  - COWON X7　

2010年11月19日発売。当初2007年9月に発売予定であったが、[2]大幅に開発が遅れた。その結果、翌月に上位モデルのCowon  D3 Plenueが発売され、事実上XシリーズはCowonの最上位モデルから一つ下位のクラスになった。
  - COWON X9

2012年10月19日発売。X7の後継モデルで記憶媒体がHDDからフラッシュメモリに変更になった。

- iAudioシリーズ(ベーシックモデル)

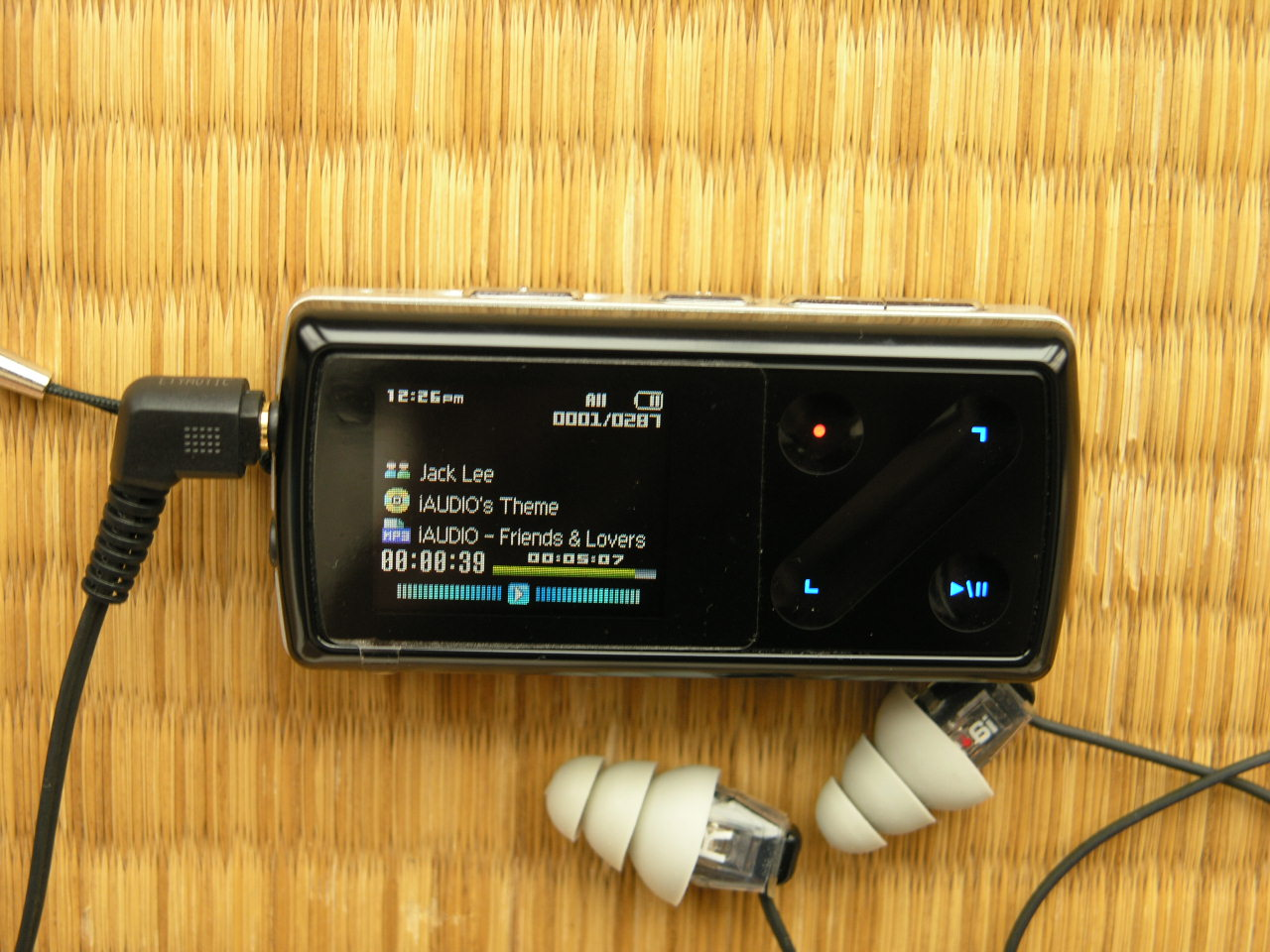
iAUDIO7

- - iAUDIO CW100 / CW100S (NW-CW100 / NW-CW100S)

iAUDIO第一弾のプレイヤー。日本では、2000年11月9日発売。MMCスロットを2個搭載しており最大128MBまで増設することが出来る。なおCW100Sは内蔵メモリを搭載したモデルである。
  - iAUDIO CW200 / CW250

  - iAUDIO CW300

  - iAUDIO 4

2004年2月発売。新たにWMA、WAV、Vorbisの再生やBBEに対応した。124色バックライトのディスプレイが特徴。
  - iAUDIO 5

2005年2月1日発売。iAUDIO 4の後継機種。1000色バックライトディスプレイが特徴。
  -  iAUDIO 6

2006年4月8日発売。数少ない東芝製の0.85インチハードディスクドライブを搭載した機種。
  - iAUDIO 7

2007年7月27日発売。iAUDIO 6のフラッシュメモリ版。ただし、USBホスト機能などは搭載されていない。
内蔵リチウムポリマー充電池 最大60時間再生
  - iAUDIO 9

2009年11月14日発売。iAudio 7 の進化版。縦向きのインターフェイスとなり、QVGA液晶にも対応する。また、内蔵スピーカも搭載する。
  - iAUDIO 9+
  - iAUDIO 10

iAUDIO 9の改良・後継機種。2011年11月4日発売。
  - iAudio HiFi

2020年2月21日発売。
- U、Gシリーズ
  - iAUDIO U2

2004年8月発売。プロが設定したイコライザーやキャリングケースなどのオプションが選択できるBTOモデルも発売された。
  - iAUDIO G3

2004年12月22日発売。単三乾電池1本で約50時間再生可能。当時のプレーヤーの中でも比較的長寿命であったため日本でも人気があった。
  - iAUDIO U3

2005年12月1日発売。1.8インチのカラー液晶搭載。新たにFLACと動画の再生に対応した。
  - iAUDIO U5

2008年3月15日発売。カラー液晶パネルを持つが、音楽の再生に特化し動画再生等の付加機能を持たない機種。
  - iAudio U7

2018年12月5日発売。
- Tシリーズ(ネックストラップ型)
  - iAUDIO T2

2006年8月5日発売。ネックストラップ形。0.9インチOLEDパネルを搭載する。
- Fシリーズ
  - iAUDIO F2

2006年10月28日発売。携帯電話をそのまま小さくしたようなデザインの機種。
- Eシリーズ
  - iAUDIO E2

2009年12月11日発売。ディスプレイ無しのシンプルなプレイヤー。
- Dシリーズ(タッチパネル)
  - COWON D2

2007年2月9日発売。2/4/16GBのフラッシュメモリと2.5インチのタッチパネル式液晶画面を搭載した機種。手書き式のメモ、簡易Flashプレイヤー、工学用電卓[3]などの機能つき。SD・SDHCカードとMMCに対応するメモリスロットをもつ。新たにMonkey's Audioの再生に対応した。
  - COWON D2TV

2007年10月19日発売。COWON D2のワンセグチューナー内蔵モデル。録画、予約録画機能、EPG付き[4]。その他はほぼD2と同仕様である。
  - COWON D2+

2009年3月19日発売。COWON D2からデザインやカラーバリエーションを変更し、搭載イコライザのバージョンアップなどのリファインを施した。
  - COWON C2

2011年6月24日発売。4/8/16GBのフラッシュメモリと2.6インチのタッチパネル式液晶画面を搭載した機種。UCIやAndroidを搭載していないスタンダードなポータブルメディアプレーヤー。
  - COWON D20

2013年4月5日発売。C2の改良機種であるが、D2のデザインを踏襲しているため、C2ではTTA-20規格だった充電・データ転送端子が汎用のUSBminiBに戻っている。
- Sシリーズ(Dシリーズの上位版)
  - COWON S9

2008年12月27日発売。8/16/32GBのフラッシュメモリと、同社初採用となる3.3インチのAMOLED（アクティブマトリクス式有機EL）タッチパネルを搭載。ボタン類を廃しロゴも控えめになった前面のデザインと、弧を描く背面のラインが大きな特徴である。また、Bluetoothや加速度センサを搭載する。FlashベースのインターフェースであるUCI（User Created Interface）に対応しており、関連のシステムファイルを追加・変更することにより見た目の変更や機能の追加、操作性のカスタマイズをユーザー自身で行える。また、このモデルからギャップレス再生に対応した。また、充電・データ転送および入出力拡張にTTA-20規格の端子が採用されている。

- - COWON J3

2010年5月14日発売。COWON S9の事実上の改良・後継機種。フラッシュメモリやディスプレイの仕様もS9から変更はない。S9に加えてビデオクリッププレビュー機能やマトリックスブラウザー、スピーカーとMicroSD・SDHCカードに対応するメモリスロットを搭載する。また、公称連続再生時間も伸びている。

### ポータブルメディアプレーヤー

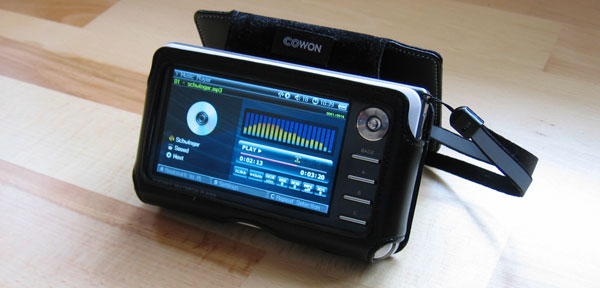
COWON A2

COWON ブランドで展開されている。動画再生機能が強化されている他、全機種がマイクを装備しておりボイスレコーダーとしても使える。
- COWON A2

2005年発売。1.8インチ・20GB（後に30GB）のHDDと4インチの液晶画面を搭載した機種。MP4・WMVなどの形式のビデオファイルの再生に対応するほか、専用ケーブルを併用してアナログ映像を直接記録する機能を持つ。
- COWON A3

2007年発売。30/60GBのHDDと4インチの液晶画面を搭載した機種。COWON A2の上位機種にあたり、解像度が大幅に向上している。また、オプションでワンセグチューナーを取り付けることができ、録画も可能。
- COWON Q5

カーナビゲーションシステムの技術をフィードバックした薄型・大画面装備機。別売の車載用オプションを併用することでカーナビゲーションシステムとして使用できる。日本では未発売。
- COWON Q5W
- COWON P5

5インチ液晶パネルを搭載した大型機で、やはりカーナビゲーションの技術が用いられている。別売の車載用オプションを併用することでカーナビゲーションシステムとして使用できる。日本では未発売。
- COWON O2 PMP

2008年発売。8/16/32GBのフラッシュメモリ4.3インチのタッチパネル式液晶画面を搭載した機種。「動画を簡単に楽しむ」をコンセプトに、様々なコーデックへの対応を特徴とした。SD・SDHCカードとMMCに対応するメモリスロットをもつ。

#### Windows CE端末
- COWON V5 HD

2010年発売。8/16/32GBのフラッシュメモリと4.8インチのタッチパネル式液晶画面を搭載した機種。解像度が大幅にアップし、処理能力の向上によってHD動画を再生することができるようになった。OSにWindows CE 6.0を採用し、メニューもWindows CEで動くランチャーである。またSD・SDHCカードとMMCに対応するメモリスロットをもつ。
- COWON V5W HD
- COWON V5S HD
- COWON 3D

2011年発売。64GBのフラッシュメモリと4.8インチのタッチパネル式液晶画面を搭載した機種。Cowon V5 HDをベースに、3Dの静止画・動画に対応した。
- COWON R7

### plenueシリーズ
当初はOSにAndroidを採用し、のちにハイレゾリューションに対応したシリーズ。”pleasure,plenty,plenum”と”avenue,continue,new”の合成語であるplenueブランドで展開されている。

#### デジタルオーディオプレイヤー

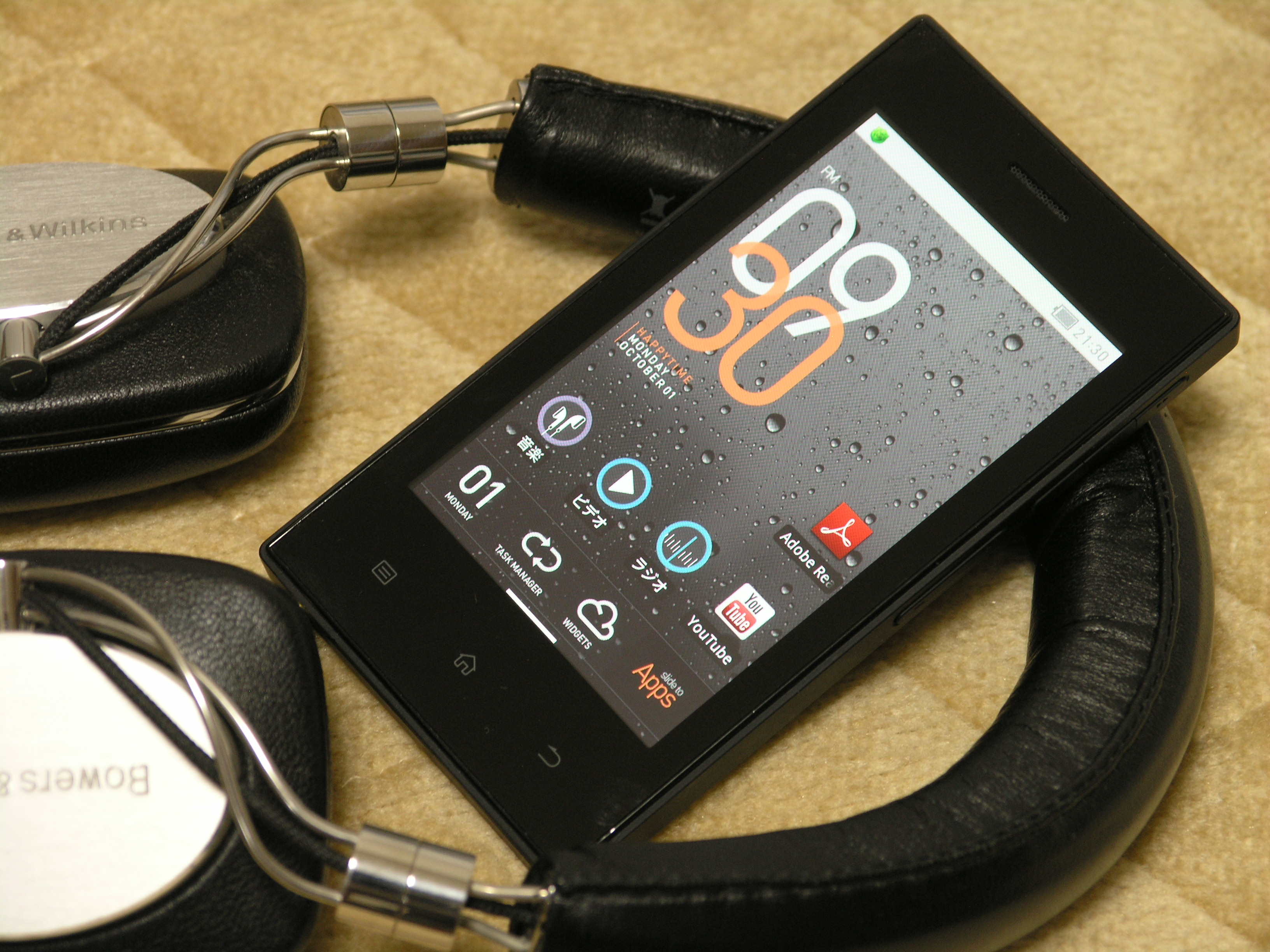
COWON Z2 "plenue"

- COWON D3 plenue

2011年発売。8/16/32GBのフラッシュメモリと3.7インチのAMOLEDタッチパネル、更に同社初となるGoogle社製Android OSを搭載し、iPod touchやWalkman Zシリーズなどと競合する製品。JetEffect3.0を搭載。
無線LAN接続 (IEEE 802.11b/g/n) に対応しており、インターネットにアクセスでき、YouTubeなどの動画再生も可能。製品としてはGoogle Playストアには非対応だが、アプリ配布サイトからダウンロードしたAndroidアプリを追加可能。また、ユーザーが（自己責任において）別途入手したマーケットハックファイルをインストールすればGoogle Playストアを利用することができる。MicroSD・SDHCカードに対応するメモリスロットを搭載し、ストレージ容量の拡張が可能。メディア再生に特化しており、AndroidタブレットのようにカメラやGPSは搭載していない。
- COWON Z2 plenue

2012年5月11日発売。COWON D3 plenueの事実上の改良・後継機種。フラッシュメモリやディスプレイ、SDHCカードスロットの仕様はD3から変更はないが、筐体デザイン変更とCPUの処理能力向上を中心にリファインされ、JetEffect5.0が搭載された。また、従来はTTA-20であった充電・データ転送端子は、本機ではAndroid端末で多く用いられているUSB2.0のMicro-Bとなった。なお、CPUの詳細な仕様が公表されるのはこの機種が初めてである。
- PLENUE 1

2014年9月中旬発売。過去の製品と同様3.7インチAMOLEDタッチパネルディスプレイを搭載。UIはAndroidではなく組込向けLinuxとなっている。DACはバーブラウンPCM1792Aを採用し、PCM192kHz/24bit、DXD352.8/384kHz（ただしダウンサンプリング）、DSD5.6MHz（ただしPCM変換）のハイレゾリューション再生に対応。JetEffect7を搭載。128GBのメモリを内蔵し、さらにMicroSDカードで最大256GBまで拡張できる。
- PLENUE M

2015年6月12日発売。基本スペックはPLENUE 1と同様だが内蔵メモリ容量が64GBとなっている。DACはPCM1795となり、筐体も若干違うなど、PLENUE 1との違いは多々ある。
- PLENUE D

2015年12月2日に発売された小型のエントリーモデル。wolfson WM8998を1機搭載。
- PLENUE S

2016年3月発売。PLENUE 1の上位モデル。DACは1と同じBurr Brown PCM1792Aながら、バランス接続、DSD256ネイティブ再生対応。
- PLENUE M2

2016年8月発売。PLENUE Mを踏襲しつつ、アンプ周りの変更等を行ったモデル。
- PLENUE 2

2017年4月発売。PLENUE 1の後継モデル。DACを旭化成AK4497EQに変更し、バランス接続の対応やDSD128ネイティブ再生に対応した。
- PLENUE R

2017年9月発売。TIのPCM5242を搭載。MとDの中間の価格帯のモデルである。
' PLENUE J
2017年11月発売。Dの上位モデル。
- PLENUE 2 Mk2

2018年1月発売。PLENUE 2の後継モデル。Aiオーディオ機能を搭載し、細かい仕様を変更したモデル。
- PLENUE V

2018年3月発売。CS434121DACを搭載したRとJの中間の価格帯モデル。
- PLENUE L

2018年12月発売。PLENUE Sの後継モデル。DACにESSのES9038PROを採用。
- PLENUE D2

2019年7月発売。PLENUE Dの後継。CS43131を2機搭載し、バランス接続に対応した。
- PLENUE R2

2020年1月発売。PLENUE Rの後継モデル。CS43131を2機搭載し、バランス接続に対応した。
- PLENUE D3

2020年9月発売。D2のマイナーチェンジ版

#### ポータブルメディアプレーヤー
- COWON A5 plenue

2012年9月28日発売。

#### 電子書籍リーダー
- COWON Q7 plenue

### モバイルインターネット端末

#### Windows 7端末
- COWON W2
- COWON W2SSD

### カーナビゲーションシステム
ポータブルAVプレイヤーの技術をフィードバックする形でカーナビゲーションシステムの開発も行っている。現在、全機種が韓国のみで販売されている。
- COWON N2
- COWON N3
- COWON L2
- COWON L3

### ドライブレコーダー
AUTO CAPSULEブランドで展開している。
- AUTO CAPSULE COWON AC1

2012年7月発売。
- AUTO CAPSULE COWON AD1

2013年2月発売。
2チャンネル録画により前後方の両方を撮影可能。
- AUTO CAPSULE COWON AW1

2013年4月発売。
Wi-Fiによるワイヤレスでのポータブルデバイスとの連携が可能。